# Azotan sodu
Azotan sodu (nazwa Stocka: azotan(V) sodu, nazwy zwyczajowe: saletra sodowa, saletra chilijska), NaNO
3 – nieorganiczny związek chemiczny z grupy azotanów, sól kwasu azotowego i sodu. Tradycyjne określenie „saletra” pochodzi z łac. sal petrae – sól skalna.

## Występowanie
Azotan sodu występuje naturalnie jako minerał nitronatryt (nitratyn, saletra chilijska, saletra sodowa). Nazwa nitronatryt  jest utworzona od składu chemicznego minerału: łac. nitrogenium – azot, a natrium – sód. Występuje na obszarach suchych i gorących, gdyż jest łatwo rozpuszczalny w wodzie. Powstaje w procesie odparowania, którego wynikiem są złoża solne. Spotykany zwykle w towarzystwie halitu, anhydrytu, gipsu. Występuje w skupieniach zbitych, ziarnistych, tworzy też naloty i wykwity.
Największe złoża nitronatrytu występują na pustyni Atacama w Chile – stąd powstała pierwotna nazwa „saletra chilijska” (złoże ma ok. 600 km długości i kilkadziesiąt szerokości i do 2 m miąższości). Ważne złoża występują też w Boliwii, Peru, Egipcie, Indiach, Kazachstanie oraz w USA.

## Właściwości
Azotan sodu jest białą lub bezbarwną substancją krystaliczną. Jego właściwości są analogiczne do azotanu potasu. Dobrze rozpuszcza się w wodzie. Topi się w temperaturze ok. 307 °C. Rozkłada się po podgrzaniu do 380 °C. Ma właściwości utleniające. Jest higroskopijny, powinien być przechowywany w szczelnych pojemnikach. Wykazuje dwójłomność, współczynniki załamania wynoszą no=1,587 i ne=1,336 dla długości fali około 590 nm.
Właściwości krystaliczne
- Układ krystalograficzny: trygonalny
- Twardość: 1,5–2
- Gęstość: 2,24–2,29 g/cm³
- Rysa: biała
- Barwa: biała, czerwonawa, żółtobrunatna
- Przełam: nierówny
- Połysk: szklisty
- Łupliwość: brak

Bardzo rzadko tworzy kryształy izometryczne, tabliczkowe, płytkowe, przyjmujące postać romboedrów. Kryształy są takie same jak kryształy kalcytu. Można sztucznie wyhodować kryształ nitratynu: do roztworu azotanu sodowego wprowadza się romboedr kalcytu w charakterze jądra.

## Otrzymywanie
Otrzymuje się go, działając kwasem azotowym na węglan sodu:
Na
2CO
3 + 2HNO
3 → 2NaNO
3 + H
2O + CO
2↑

## Zastosowanie
- jako nawóz azotowy (zawiera 15,5% azotu)
- przed wynalezieniem przemysłowych metod wiązania azotu z powietrza (metoda Mościckiego, metoda Habera i Boscha) azotan sodu był używany do uzyskiwania kwasu azotowego
- wciąż jest ważnym surowcem do produkcji azotanu potasu (saletry potasowej)
- w przemyśle spożywczym do konserwowania mięsa (przeciwdziała tworzeniu się jadu kiełbasianego; symbol UE – E251)
- w przemyśle szklarskim
- do produkcji materiałów wybuchowych odgrywając istotną rolę w produkcji nitrogliceryny
- jest minerałem chętnie zbieranym przez kolekcjonerów
- jest używany do produkcji farb, emalii i leków
- stosuje się go jako utleniacz w pirotechnice